# Аль-Гіті
Давид аль-Гіті — прізвисько караїмського єврейського літописця, який працював (можливо, в Єгипті) у першій половині XV століття.
Він був вихідцем з Гіта, Ірак (звідки його прізвище), на річці Євфрат, приблизно в тридцяти лігах на захід від Багдада. Він повинен бути ідентичним з Давидом бен Саадель бен Йосипом, автором рукопису (датований 811 г.х. = 1408-09) цитує Пинскер (Liḳḳuṭe Ḳadmoniyyot, с. 64).
Марголют припускає, що Аль-Гіті був сином Джошуа ібн Саадела ібн аль-Хіті, якого цитує Соломон бен Єрогам, противник Саадії Гаона. Аль-Гіті був автором літопису, в якому він реєстрував усіх караїмських вчених та їхні праці до Самуеля аль-Маграбі [Архівовано 25 квітня 2021 у Wayback Machine.]. Незважаючи на те, що автор був введений в оману в деяких важливих моментах, його робота містить цінну інформацію про відомих караїмських вчених та згадує велику кількість раніше невідомих імен. Хроніка Аль-Гіті була опублікована Марголіним із фрагменту Каїрської генізи (JQR ix.429).

## Ресурси
- Gottheil, Richard and Isaac Broydé. "Hiti, al-". [Архівовано 29 червня 2011 у Wayback Machine.] Jewish Encyclopedia. Funk and Wagnalls, 1901–1906.